# بهرام جرد (نغار بردسير)
بهرام جرد (بالفارسية: بهرام جرد) هي قرية تقع في إيران في البلدة المركزية. يقدر عدد سكانها بـ 493 نسمة بحسب إحصاء 2016.